# Royal Society

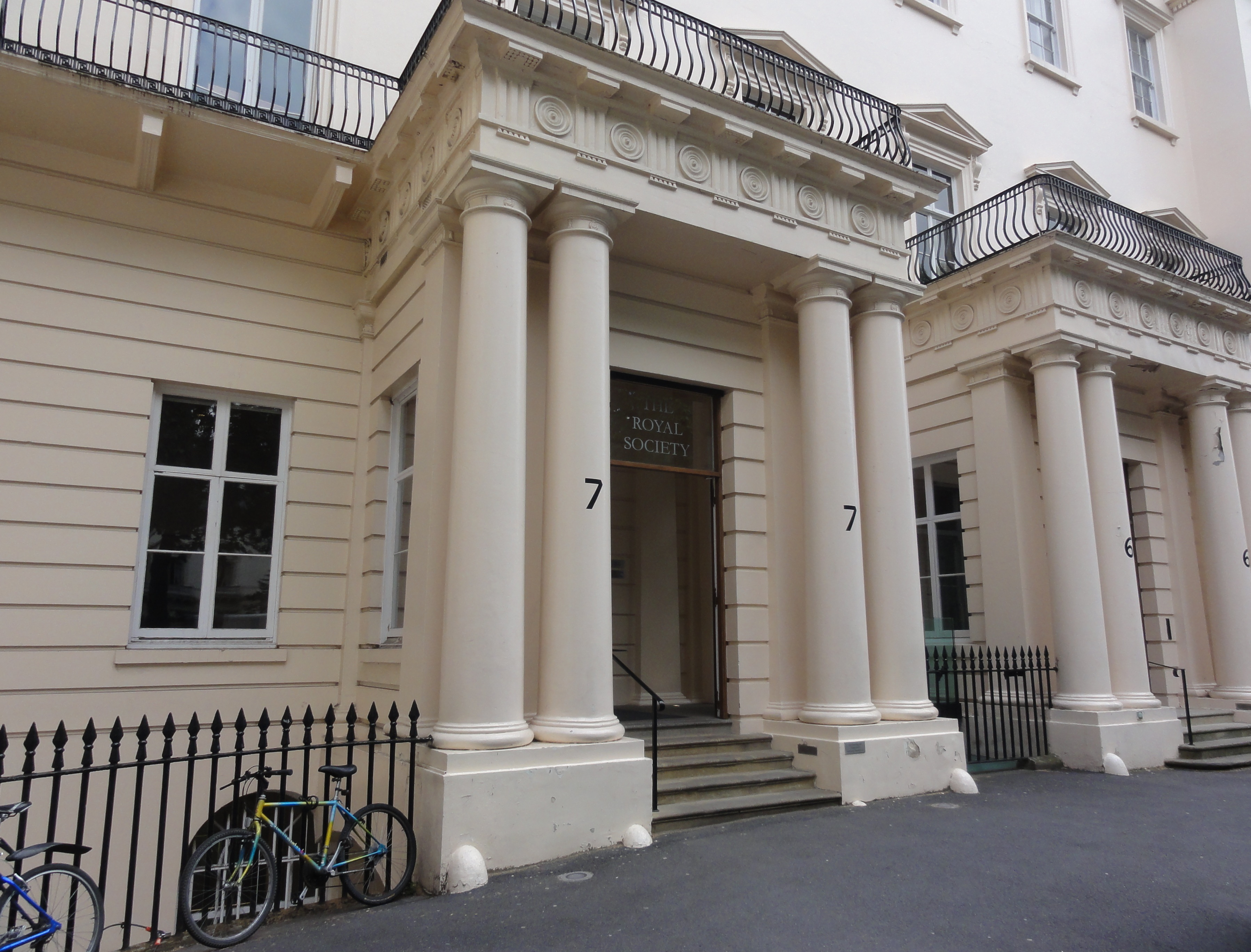
The Royal Society, Carlton House Terrace, Londen

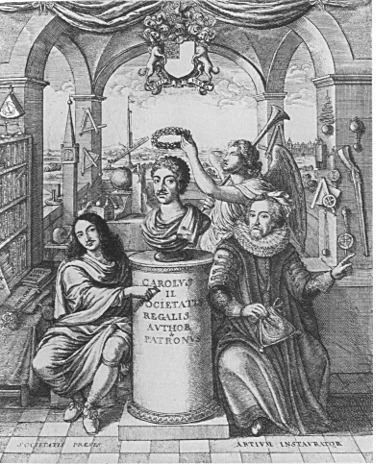
Titelplaat van de History of the Royal Society (1667). Te zien zijn een buste van Karel II, William Brouncker, sir Francis Bacon, de bazuindragende Engel der Roem uit het rozenkruisersmanuscript Fama Fraternitatis en een aantal vrijmetselaarswerktuigen

De Royal Society of London for the Improvement of Natural Knowledge, de Britse academie voor wetenschappen, werd op 28 november 1660 opgericht na een voordracht van Christopher Wren tijdens een bijeenkomst in Gresham College.
Bij de twaalf oprichters, die wekelijks wensten samen te komen om experimenten uit te voeren en discussies te houden over de "nieuwe wetenschappen", waren naast Wren ook nog Robert Boyle en John Wilkins. De eerste 'secretary' (voorzitter) was de wiskundige William Brouncker. Het genootschap werkte grotendeels op dezelfde manier als de eerder opgerichte Florentijnse Accademia del Cimento.
Vanaf 1665 publiceert het de Philosophical Transactions, het oudste nog bestaande wetenschappelijk tijdschrift dat zonder onderbrekingen verschijnt sinds zijn ontstaan. De leidende kracht achter de society en het tijdschrift was in de beginjaren Henry Oldenburg. Tussen 1684 en 1686 was Samuel Pepys de voorzitter van het genootschap, en zijn naam verscheen op de titelpagina van een van de beroemdste uitgaven: de Principia van Isaac Newton.
In 1715 werd Willem Jacob 's Gravesande, filosoof en natuurkundige, lid van dit genootschap. Andere bekende leden waren Gabriel Fahrenheit, Christiaan Huygens, Jan Ingenhousz, Albertus Seba en Antoni van Leeuwenhoek.
In 2007 waren, onder anderen, Piet Borst en Daan Frenkel lid van de Society. 
Sinds 1731 reikt de Royal Society de Copley Medal uit. Daarmee is dit de oudste wetenschapsprijs ter wereld. Ontvangers waren onder meer Charles Darwin, Michael Faraday, Louis Pasteur, Otto Hahn, Albert Einstein en Stephen Hawking.
De afkorting FRS achter een persoonsnaam betekent Fellow of the Royal Society (lid van het koninklijk genootschap).